# Мелисса (муниципалитет)
Мелисса (итал. Melissa) — коммуна в Италии, располагается в регионе Калабрия, в провинции Кротоне.
Население составляет 3245 человек (2008 г.), плотность населения составляет 64 чел./км². Занимает площадь 51 км². Почтовый индекс — 88817, 88814. Телефонный код — 0962.
Покровителем населённого пункта считается святой Франциск из Паолы.

## Демография
Динамика населения:

## Администрация коммуны
- Официальный сайт: http://www.comune.melissa.kr.it